# Еріка Ірвін
Еріка Ірвін (англ. Erika Ervin, при народженні Вільям Ірвін, відома також як Амазон Ів (англ. Amazon Eve); нар. 23 лютого 1979) — американська трансгендерна модель, акторка та фітнес-тренерка. З  ростом в 203 см є найвищою моделлю у світі.

## Життєпис
Вільям Ірвін народився 23 лютого 1979 року в місті Терлок, штат Каліфорнія.
До 14 років зріст Ірвін становив 1 м 78 см. До 18-ти років він збільшився на 24 сантиметри. Освіта — каліфорнійський коледж Bay Area (театральне мистецтво та управління бізнесом).
Попри жагу до акторської професії, Ірвін постійно пропонували лише ролі інопланетянина або монстра. Попри це, були і зйомки в кіно і на телебаченні. Подальша освіта — право і фізіологія. 
Втома від офісного життя і невдоволення своєю вагою привели Ірвін у тренажерний зал, а пізніше — в професію фітнес-тренера.
В 2004 році Вільям здійснив трансгендерний перехід і став Ерікою. Вона подорожує світом, бере участь у фотосесіях, включаючи порівняльні фото з дівчатами звичайного зросту, працює моделлю.
У 2011 році Еріка Ірвін потрапила до Книги рекордів Гіннеса як найвища професійна модель у світі. Після цього вона стала популярною та досягла успіху у світі моди.
У вересневому номері журналу Harper's Bazaar за 2013 рік Карін Ройтфельд, колишня редакторка паризького журналу Vogue, написала статтю Carine Roitfeld's Singular Beauties з фотографіями від Карла Лагерфельда, присвячену 25 найнезвичайнішим жінкам. Серед героїнь статті — Скарлетт Йоганссон, Кармен Делль'Орефіче, Габурі Сідібе і Еріка Ірвін в парі із Сяо Вень (зріст 177 см).

### Особисте життя
Еріка народилась і була хлопчиком з ім'ям Вільям. Лише в 2004 році Вільям здійснив трансгендерний перехід і став Ерікою.
У 2013 вона зустріла Деніса Харгрува (англ. Dennis Hargrove), бухгалтера за професією.

## Фільмографія
| Рік       |   | Українська назва                        | Оригінальна назва                 | Роль         |
| --------- | - | --------------------------------------- | --------------------------------- | ------------ |
| 2018      | с | Американська історія жахів: Апокаліпсис | American Horror Story: Apocalypse | Фіст         |
| 2018      | с | Агенти Щ.И.Т.                           | Agents of S.H.I.E.L.D.            |              |
| 2014—2015 | с | Американська історія жахів: Фрік-шоу    | American Horror Story: Freak Show | Шеллі Ґодфрі |
| 2013      | с | Гемлокова Штольня                       | Hemlock Grove                     | Ева          |